# فيتور فيجاو
فيتور كوريا دا سيلفا (بالإنجليزية: Vitor Correia da Silva)‏، المعروف باسم فيتور فيجاو (Vitor Feijão)، هو لاعب كرة قدم برازيلي، من مواليد 1 أغسطس 1996، يلعب بمركز مهاجم مع نادي كوكسي.

## روابط خارجية
- فيتور فيجاو على موقع قاعدة بيانات كرة القدم.إي يو (الإنجليزية)
- فيتور فيجاو على موقع Soccerbase.com (لاعب) (الإنجليزية)
- فيتور فيجاو على موقع Soccerway.com (الإنجليزية)